# Lista de movimentos do braço
Existe uma padronização em anatomia para os movimentos do braço. Estes movimentos são decorrentes das movimentações do úmero sobre a escápula.
Para a compreensão dos movimentos se deve visualizar uma pessoa de frente, com o braço estendido ao longo do corpo e o cotovelo.

## Adução
É o movimento de lateralização do braço. É quando, neste caso, o braço encontra-se totalmente lateral ao corpo ou próximo da linha media do corpo.
Implica o retorno do membro superior, de qualquer grau de abdução, em direção ao plano mediano. No plano frontal o membro encontra o lado do tórax que limita o movimento. Entretanto a adução pode ser continuada em direção ao plano mediano anteriormente ao tórax, se for realizada uma flexão simultânea. O mesmo se dá para a adução posteriormente ao tronco, quando então uma extensão parcial é necessária. Os principais adutores do braço são os músculos peitoral maior e grande dorsal, auxiliados de maneira eficaz pelo redondo maior. Tem sido assinalada a ação adutora da porção longa do tríceps e do coracobraquial, mas na verdade esses dois músculos parecem agir como fixadores, impedindo o deslocamento da cabeça do úmero inferiormente, que a ação adutora do peitoral e grande dorsal tendem a produzir. E de se ressaltar que a gravidade desempenha papel importante na adução, na posição ereta. Neste caso, os abdutores (porção acromial do deltóide e supraspinhal), como antagonistas, suavizam e regulam o movimento da adução.
Tudo isso quis dizer que a adução é nada mais que uma aproximação dos braços do corpo, ou seja, estique seus braços para os lados isso em abdução (que será citado adiante); ao retornar com seus braços para perto do corpo, isso é adução.

## Abdução
É o oposto da adução. É o movimento de afastar o braço do tórax, permanecendo o antebraço voltado para a frente.
É o movimento de lateralização do braço. É quando se afasta da linha media do corpo.
Consiste em afastar o braço (e consequentemente o membro superior) do plano mediano, no plano frontal. Continuada, a abdução leva o membro superior, lateral e superiormente a um plano horizontal e ele pode chegar, superior e medialmente, a uma posição vertical junto à cabeça. Os músculos deltóide e supraspinhal são os principais abdutores do braço. O deltóide é um músculo com três partes e sua parte média (porção acromial) é a parte abdutora por excelência. As porções escapular e clavicular, entretanto, são importantes na abdução, impedindo o deslocamento da cabeça do úmero, posterior e anteriormente, durante a ação abdutora da porção acromial. O supraspinhal, frequentemente, não consegue abduzir além de 45° quando o deltóide está paralisado. Isto parece indicar que o supraspinhal só é importante no início da abdução. Porém, deve ser ressaltado que o supraspinhal, como parte do manguito rotador desempenha na abdução uma ação sinérgica fundamental; a de reter a cabeça do úmero contra a cavidade glenóide da escápula durante a ação do deltóide. Para que a abdução possa ser continuada além dos 90°, no plano frontal, duas condições são absolutamente necessárias:
- O úmero deve sofrer uma rotação lateral;

- A escápula deve sofrer uma rotação superior.

- O músculo recebe mensagens cerebrais para se contrair.Quando essas mensagens chegam, o musculo se flexiona.

## Extensão
Quando estendemos o braço, estamos a realizar o movimento de extensão. É o movimento no qual o membro volta a sua posição anatômica.Feita pela porção posterior do deltoide .

## Rotação medial
É o movimento do antebraço em direção ao corpo, mantendo o braço na vertical.  O braço "roda para dentro".

## Rotação lateral
É o movimento do antebraço para fora do corpo, mantendo o braço na vertical. O braço "roda para fora"